# Morgan Poaty
Morgan Paul Poaty (Rodez, 15 de julho de 1997) é um futebolista congolês que atua como lateral-esquerdo. Atualmente defende o Lausanne-Sport.

## Carreira
Morgan Poaty começou a carreira no Montpellier.